# 제라늄 (종)

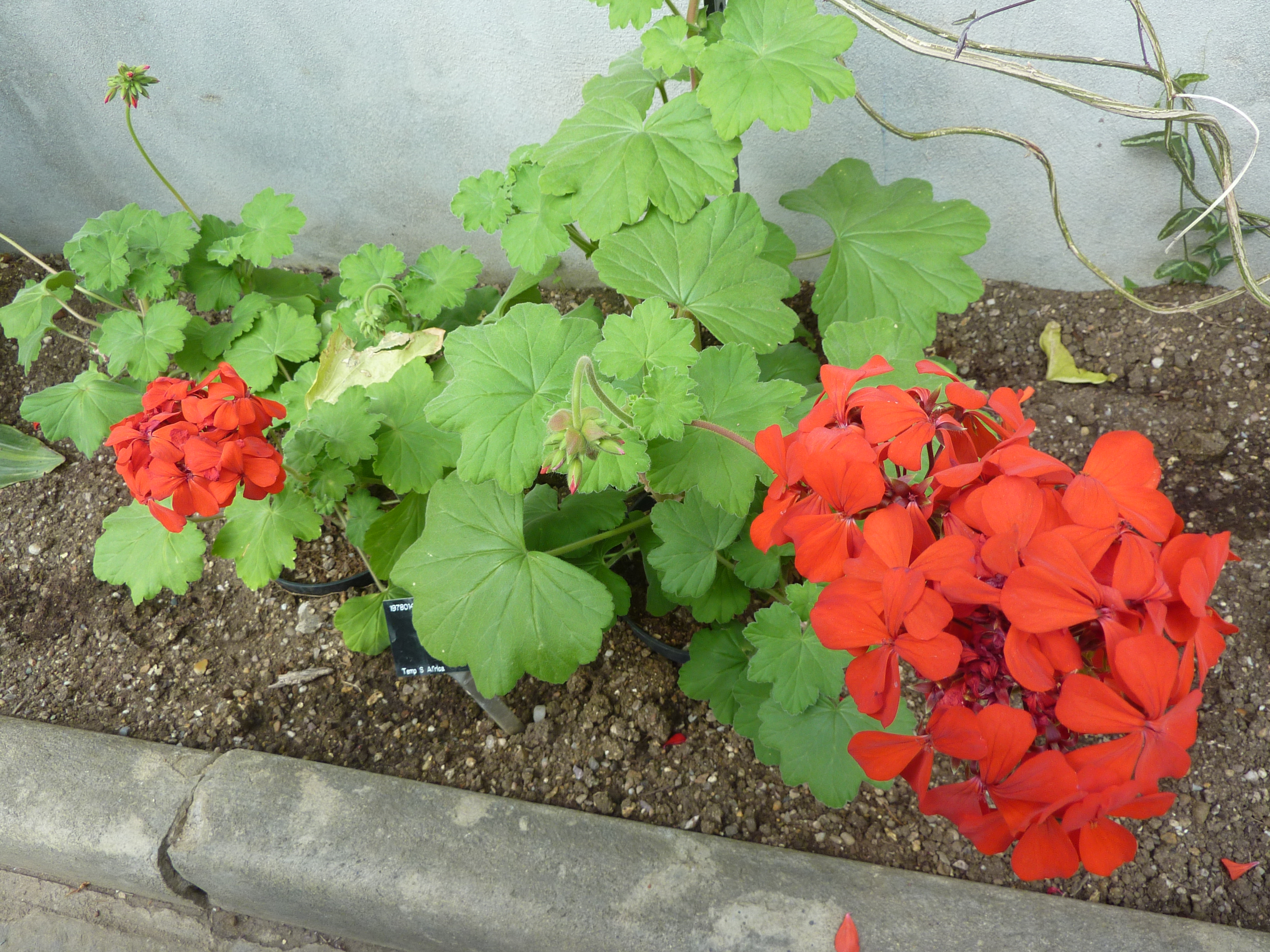

제라늄(Pelargonium inquinans, scarlet geranium)은 쥐손이풀과의 식물종으로 남아프리카가 원산지인 식물이다. 화분에 심어서 베란다나 테라스 같은 곳에 두면 1년 내내 꽃을 피우는 여러해살이 화초이다. 흔히 재배하는 제라늄은 관엽제라늄, 무늬제라늄, 아이비제라늄, 여름제라늄, 센티드제라늄, 유럽제라늄 등이다. 씨로도 번식시킬 수 있으나 보통 꺾꽂이로 번식시킨다. 3-4월에 길게 자란 가지를 5-7cm 길이로 잘라서 밑의 잎은 따 버리고 자른 곳이 마를 때까지 그늘에 놓아 둔다.
서양에서는 장미 제라늄의 잎을 잼의 향기를 낼 때 사용한다. 거름은 3개월에 한 번쯤 효력이 늦게 나타나는 지효성 거름을 주고, 물은 화분의 흙이 마르면 준다. 제라늄은 건조에 비교적 강한 화초이므로 물주기만 잘 조절하면 겨울에도 쉽게 가꿀 수 있는 화초이다.